# Football Club Verbroedering Dender Eendracht Hekelgem 2007-2008

## Rosa
Aggiornata all'11 gennaio 2008
| N. |                                 | Ruolo | Calciatore           |
| -- | ------------------------------- | ----- | -------------------- |
| 1  | Francia (bandiera)              | P     | Cédric Berthelin     |
| 2  | Belgio (bandiera)               | D     | Éric Deflandre       |
| 3  | Montenegro (bandiera)           | C     | Predrag Filipović    |
| 4  | Brasile (bandiera)              | D     | Fred Xaviel          |
| 5  | Belgio (bandiera)               | D     | Steven De Petter     |
| 6  | Algeria (bandiera)              | C     | Khaled Kharroubi     |
| 7  | Belgio (bandiera)               | C     | Steve Barbé          |
| 8  | Belgio (bandiera)               | C     | Daan De Pever        |
| 9  | Belgio (bandiera)               | A     | Bart Van den Eede    |
| 10 | Bosnia ed Erzegovina (bandiera) | C     | Sulejman Smajić      |
| 11 | Francia (bandiera)              | A     | Christophe Copel     |
| 12 | Belgio (bandiera)               | D     | Michael Wiggers      |
| 13 | Belgio (bandiera)               | C     | Frederik Vanderbiest |

| N. |                      | Ruolo | Calciatore           |
| -- | -------------------- | ----- | -------------------- |
| 14 | Belgio (bandiera)    | C     | David Destorme       |
| 15 | Francia (bandiera)   | D     | Samuel Néva          |
| 16 | Francia (bandiera)   | A     | Norman Sylla         |
| 17 | Belgio (bandiera)    | C     | Paco Sanchez         |
| 18 | Argentina (bandiera) | C     | Gabriel Iribarren    |
| 19 | Belgio (bandiera)    | C     | Wouter Degroote      |
| 22 | Belgio (bandiera)    | D     | Siebe Blondelle      |
| 23 | Belgio (bandiera)    | C     | Steven Jacobs        |
|    | Belgio (bandiera)    | P     | Aron De Raes         |
|    | Francia (bandiera)   | P     | Alexandre Martinovic |
|    | Belgio (bandiera)    | A     | Dieter Wittesaele    |
|    | Turchia (bandiera)   | A     | Ali Akman            |